# فالموت (ماساچوست)
فالموت، ماساچوست
فالموت(به انگلیسی: Falmouth) شهرکی در شهرستان بارنستبل ایالت ماساچوست می‌باشد که در سال ۱۶۸۶ بنیان‌گذاری شده‌است. این شهرک در سرشماری سال ۲۰۱۰ میلادی، ۳۱٬۵۳۱ نفر جمعیت داشته‌است.